# Lasofoxifene
Lasofoxifene, được bán dưới tên thương hiệu Fablen, là một bộ điều biến thụ thể estrogen chọn lọc không steroid (SERM) được Pfizer bán ở Litva và Bồ Đào Nha để bán và điều trị bệnh loãng xương và điều trị teo âm đạo, kết quả của sự hợp tác nghiên cứu độc quyền với Dược phẩm Ligand (LGND). Theo một nghiên cứu được công bố trên Tạp chí của Viện Ung thư Quốc gia, nó cũng có tác dụng có ý nghĩa thống kê trong việc giảm ung thư vú ở phụ nữ.

## Sử dụng trong y tế

### Loãng xương
Ở phụ nữ mãn kinh bị loãng xương, lasofoxifene với liều 0,5   mg mỗi ngày có liên quan đến việc giảm nguy cơ gãy xương không xương và đốt sống, ung thư vú dương tính ER, bệnh tim mạch vành và đột quỵ nhưng tăng nguy cơ biến cố huyết khối tĩnh mạch.

### Ung thư vú
Trong các nghiên cứu về phòng chống ung thư vú, lasofoxifene cho thấy giảm 79% tỷ lệ mắc ung thư vú và giảm 83% tỷ lệ mắc ung thư vú do thụ thể estrogen đặc hiệu, cao hơn đáng kể so với mức giảm được tìm thấy với SERMs tamoxifen và raloxifene. Theo một phân tích tổng hợp mạng SERMs trong phòng ngừa ung thư vú cho thấy giảm nguy cơ cao nhất với lasofoxifene trong tất cả các loại thuốc. Mức giảm thậm chí còn lớn hơn so với quan sát với các chất ức chế aromatase, thường được phát hiện là có tác dụng giảm nguy cơ cao hơn SERMs.

## Dược lý

### Dược lực học
Lasofoxifene liên kết có chọn lọc với cả ERα và ERβ với ái lực cao. IC50 của nó cho ERα (1,5 nM) tương tự như estradiol (4,8 nM) và cao hơn ít nhất 10 lần so với tamoxifen và raloxifene.
Lasofoxifene đã cải thiện đáng kể khả dụng sinh học đường uống so với tamoxifen và raloxifene, và điều này cũng có thể liên quan đến tiềm năng lớn hơn của nó.

## Hóa học
Lasofoxifene là một dẫn xuất naphthalene  và một chất tương tự desmethyl dihydro của nafoxidine.

## Lịch sử
Vào tháng 9 năm 2005, Pfizer đã nhận được một lá thư không thể chấp nhận được từ Cục Quản lý Thực phẩm và Dược phẩm Hoa Kỳ về lasofoxifene (tên thương mại Oporia), một bộ điều biến thụ thể estrogen chọn lọc để ngăn ngừa loãng xương.
Vào tháng 1 năm 2008, Công ty dược phẩm Ligand, thông qua đối tác tiếp thị của mình, Pfizer, đã nộp Đơn đăng ký thuốc mới cho lasofoxifene, dự kiến sẽ được bán trên thị trường dưới tên thương mại Fossiblen. Lasofoxifene đã được phê duyệt tại EU dưới tên thương hiệu Fablen bởi EMEA vào tháng 3 năm 2009.

## Nghiên cứu
Lasofoxifene đang được phát triển bởi Sermonix Dược phẩm để điều trị ung thư vú di căn và chứng khó tiêu liên quan đến teo âm đạo ở Hoa Kỳ và Châu Âu. Nó cũng đang được nghiên cứu để điều trị ung thư buồng trứng tiềm tàng. Kể từ tháng 12 năm 2017, lasofoxifene đang trong các thử nghiệm lâm sàng giai đoạn III đối với ung thư vú và nghiên cứu lâm sàng giai đoạn II đối với chứng khó tiêu.